# کازوکی ساکاموتو
کازوکی ساکاموتو (انگلیسی: Kazuki Sakamoto؛ زادهٔ ۱۰ آوریل ۱۹۹۰) بازیکن فوتبال اهل ژاپن است.